# إد مانينغ
إد مانينغ (بالإنجليزية: Ed Manning) مواليد 02 يناير 1944 في سوميت - الوفاة 04 مارس 2011، كان مدرب كرة سلة أمريكي ولاعب. بدأ مسيرته الاحترافية في سنة 1967. تم اختياره من قبل فريق واشنطن ويزاردز خلال الدرافت. بلغ طوله 6 قدم 7 بوصة (2.0 م). اعتزل اللعب في 1978.

## المسيرة الاحترافية
لعب مع واشنطن ويزاردز من سنة 1967 إلى 1970، ثم لعب مع شيكاغو بولز في سنة 1970، ثم لعب مع بورتلاند ترايل بلايزرز في موسم 1970–1971، ثم لعب مع كارولاينا كوغارز من سنة 1971 إلى 1974، ثم لعب مع بروكلين نتس في موسم 1974–75 ، ثم لعب مع إنديانا بايسرز في موسم 1975–76 .

## روابط خارجية
- إد مانينغ على موقع إن بي أي (الإنجليزية)
- إد مانينغ على موقع سبورتس رفرنس (الإنجليزية)
- إد مانينغ على موقع ريلجم (الإنجليزية)
- إد مانينغ على موقع بروبوليرز (الإنجليزية)
- إد مانينغ على موقع سبورتس رفرنس (الإنجليزية)